# Peter Vermes
Peter Joseph Vermes (* 21. November 1966 in Willingboro, New Jersey) ist ein ehemaliger US-amerikanischer Fußballspieler. Während seiner aktiven Zeit spielte er sowohl auf der Position des Stürmers als auch als Verteidiger.

## Jugend
Vermes spielte Fußball auf der Delran High School in Delran, New Jersey. Bis zu seinem Abschluss 1984 erzielte er 109 Tore. 1999 wurde er von der Tageszeitung The Star-Ledger als einer der zehn besten High-School-Spieler in den 80er Jahren ausgezeichnet.
In seinem ersten Jahr auf dem College spielte für die Loyola Greyhounds am Loyola College in Maryland. Ein Jahr später wechselte er an die Rutgers University. Dort verbrachte er die nächsten drei Jahre. 1987 spielte er daneben für die Philadelphia United German-Hungarians.

## Vereinskarriere
Nach seinem College-Abschluss ging Vermes nach Europa und spielte dort für Rába ETO in Ungarn und den FC Volendam in den Niederlanden. Er war der erste Amerikaner, der jemals in der ersten Liga Ungarns und der Niederlande spielte.
Im Mai 1991 kehrte Vermes in die USA zurück und spielte bei den Tampa Bay Rowdies in der American Professional Soccer League. Im selben Jahr noch wechselte er in die zweite spanische Liga zu UE Figueres. Dort spielte er von 1991 bis 1995, wobei er in seinem letzten Jahr an New York Fever ausgeliehen wurde.
Als 1996 die Major League Soccer eingeführt wurde, spielte er für die MetroStars und war deren Mannschaftskapitän in der ersten MLS-Saison. Am 3. Februar 1997 wurde Vermes gegen Kerry Zavagnin von den Colorado Rapids getauscht. Dort spielte er bis 1999. Seine letzten drei aktiven Jahre verbrachte er bei den Kansas City Wizards.
In der Saison 2000 wurde Vermes als bester Verteidiger der MLS ausgezeichnet. Außerdem gewann er in dieser Saison mit der Mannschaft den MLS Cup.

## Nationalmannschaft
Sein erstes Länderspiel absolvierte Vermes am 14. Mai 1988 gegen Kolumbien. Insgesamt spielte er 67-mal für die US-amerikanische Fußballnationalmannschaft. Mit der Nationalmannschaft nahm er an den Olympischen Sommerspielen 1988, der Weltmeisterschaft 1990 und dem CONCACAF Gold Cup 1991 teil.
Für die Weltmeisterschaft 1998 stand er im erweiterten Kader, wurde aber nicht für die finale Auswahl nominiert.
Mit dem US-amerikanischen Futsalteam belegte er 1989 bei der ersten Futsal-Weltmeisterschaft den dritten Rang.

## Trainerkarriere
Am 15. November 2006 wurde Vermes neuer Technischer Direktor bei den Kansas City Wizards. Vorher arbeitete er als Broadcaster für die San Jose Earthquakes, war Technischer Trainer bei dem Blue Valley Soccer Club in Overland Park, Kansas und war Assistenztrainer der U-20 Nationalmannschaft der USA.
Am 4. August 2009 wurde er Interimstrainer bei den Wizards, nachdem der bisherige Trainer Curt Onalfo entlassen wurde. Unter Vermes konnte das Team einige positive Erfolge feiern, schaffte aber trotzdem nur den 6. Platz in der Eastern Conference.
Seit dem 9. November 2009 ist Vermes Cheftrainer der Mannschaft, die seit Ende 2010 Sporting Kansas City heißt. Nach 15 Jahren wurde er im März 2025 von seinem Traineramt entlassen.